# Adriaen Veen

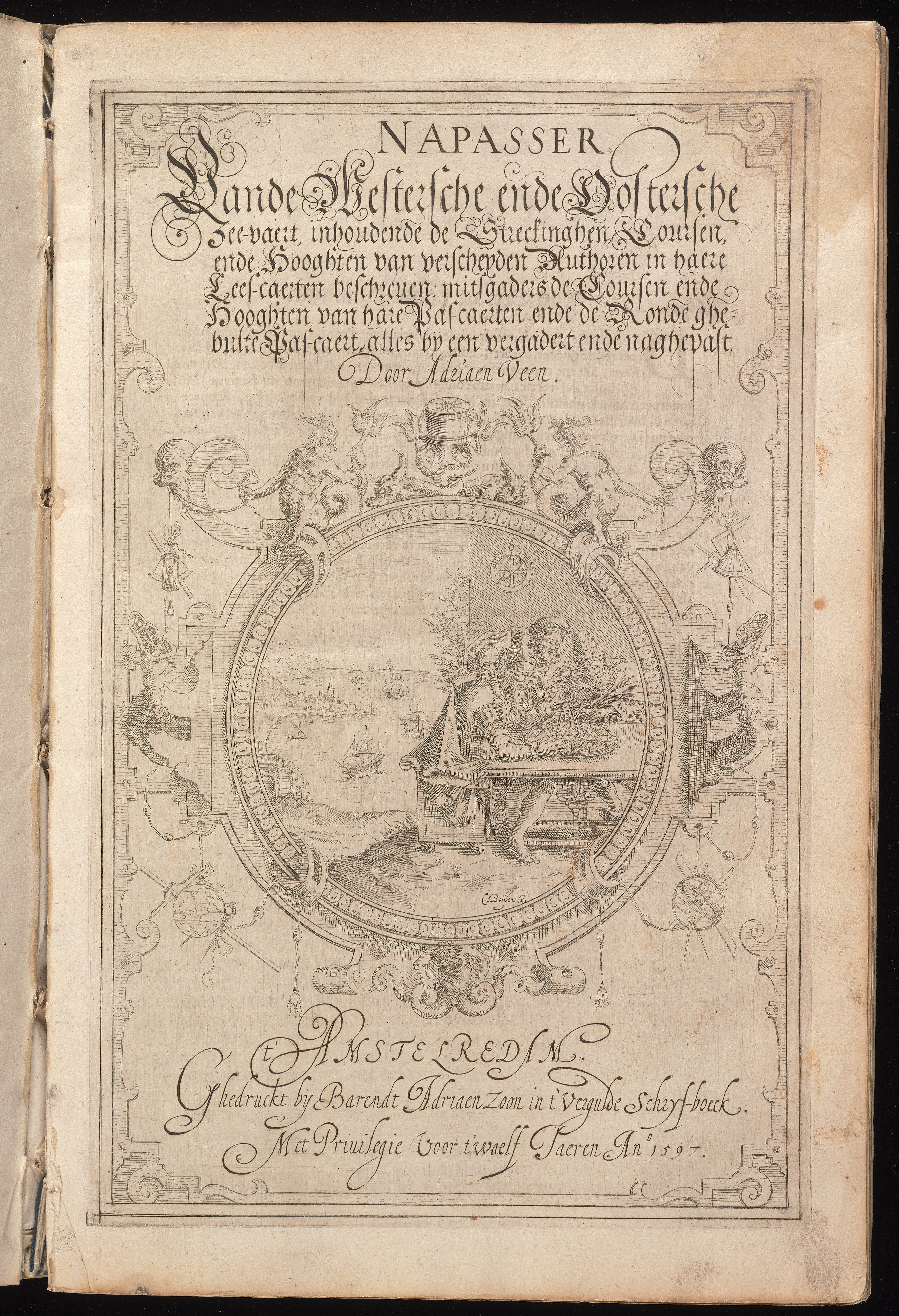
De titelpagina van Napasser (1597). De cartouche toont drie zeelui die met een passer op een "gebulte kaart" een route uitzetten

Adriaen Veen (Gouda, 1572 - na 1631) was een Nederlandse cartograaf en uitvinder van de sferische zeekaart.
Adriaen Veen was een zoon van Jan Veen — koopman en lid van de vroedschap van Gouda, later woonachtig te Amsterdam — en van Machtelt Verhee. Over zijn persoonlijke leven is weinig bekend. Adriaen trouwde tweemaal: in 1602 met Maria Boekholts en in 1620 met Catharina van Trier. In 1631 werd hij aangeslagen voor een groot vermogen van 16.000 gulden.
Op jonge leeftijd ontwikkelde Veen een interesse in de zeevaart, die destijds een bloeiperiode doormaakte. Rond 1590 volgde hij lessen bij Robbert Robbertsz. le Canu, een leermeester in de stuurmanskunst die ook zeevaarders zoals Cornelis de Houtman, Jacob van Heemskerck, Jan Cornelisz Rijp en Gerrit de Veer onder zijn leerlingen telde. Hoewel er geen aanwijzingen zijn dat Veen zelf heeft gevaren, raakte hij gefascineerd door de gebreken in de bestaande zeekaarten, die niet nauwkeurig de vorm van de aarde konden weergeven.
Aan het einde van de zestiende eeuw werden pogingen ondernomen om de beperkingen van vlakke paskaarten te verbeteren. Veen constateerde dat zelfs de vernieuwende kaartprojecties van Gerard Mercator en anderen niet alle problemen oplosten. Hij ontwikkelde daarop zijn "gebulte paskaart", een kaart in de vorm van een segment van een globe, waarmee hij een driedimensionale weergave van het aardoppervlak tekende. Deze methode zorgde voor nauwkeurige weergaven van hoeken, afstanden en oppervlaktes. Door een globesegment te gebruiken, kon hij dat specifieke deel van het aardoppervlak in meer detail en op een grotere schaal weergeven dan met een volledige globe mogelijk zou zijn. 
In 1594 verkreeg Veen voor zijn sferische paskaarten een octrooi van de Staten-Generaal, dat hem exclusieve rechten voor twaalf jaar verleende. Hij kreeg de opdracht om een aantal kaarten te maken en zijn kaarten dienden vergezeld te gaan van een handleiding en bijbehorende instrumenten. In 1597 verschenen zijn Westerkaerte, gericht op navigatie tussen Calais, de Azoren en de Canarische Eilanden, met de bijbehorende handleiding, Napasser vande westersche ende oostersche zee-vaert, alsmede het kortere werk Tractaet vant zeebouckhouden. In 1598 verscheen de Oosterkaerte, bedoeld voor routes naar de Oostzee en de Noordelijke IJszee. Bekend is dat er gebogen kaarten werden meegegeven op de tweede reis van de Hollanders naar Oost-Indië onder leiding van Jacob van Neck (1598-1600). Negen van dergelijke blanco kaarten werden verstrekt aan de schepen die in 1598 onder Cornelis en Frederik de Houtman naar Indië vertrokken, zodat navigators deze konden aanvullen met hun waarnemingen. De uitvinding werd positief ontvangen door de Staten-Generaal, wat Veen een beloning van 1000 gulden en een jaarlijkse toelage van 500 gulden opleverde. In 1602 waren vijf verdere kaarten gereed, en Veen kreeg opnieuw 100 gulden als erkenning voor zijn werk.
Hoewel de gebogen kaarten in zeevaartgidsen werden genoemd en werden gewaardeerd door experts zoals Adriaen Metius, bleven ze onder zeelieden omstreden; velen vonden ze lastiger te gebruiken dan de traditionele vlakke kaarten en gaven de voorkeur aan de vertrouwde methodes. Cartografen als Albert Haeyen en Willem Jansz. Blaeu verzetten zich tegen de nieuwe kaarten, omdat deze met hun eigen werk concurreerden. Veens kaarten bleven daardoor beperkt in toepassing en zijn naam raakte in de vergetelheid, mede doordat de projectie van Mercator uiteindelijk als eenvoudiger en praktischer werd beschouwd.

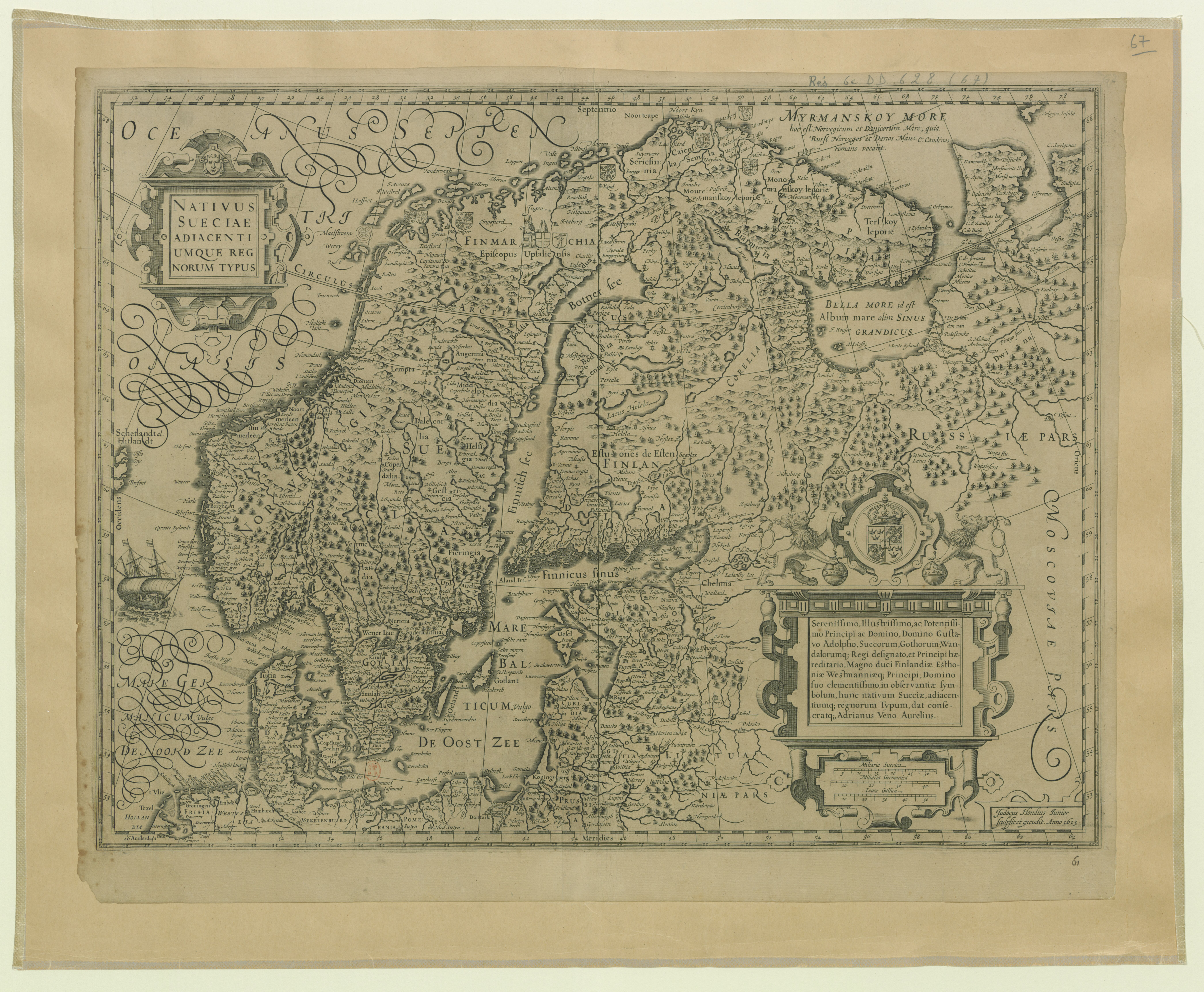
Scandinavië en noordwest Rusland. (Adriaen Veen, 1613)

Veen genoot zijn jaarlijkse toelage van 500 gulden tot 1611. Van hem is ook een traditionele kaart van Scandinavië en noordwestelijk Rusland (1613) bekend die werd gegraveerd door Jodocus Hondius Jr. Hij richtte zich ook op de vervaardiging van globes. Een stel aard- en hemelglobes uit 1613 van hem en Hondius bevindt zich in de collectie van Het Scheepvaartmuseum in Amsterdam. Van zijn "gebulte kaarten" is geen enkel exemplaar overgeleverd. Alleen het titelblad van de Napasser toont een afbeelding van drie zeelui die met een speciale passer op zo'n kaart een route uitzetten.